# Sérifos (village)
Sérifos (en grec moderne : Σέριφος), ou Chóra (en Χώρα), est le principal village de l'île de Sérifos, dans les Cyclades, en Grèce.
Selon le recensement de 2011, la population du village compte 364 habitants.